# FQ Возничего
FQ Возничего (лат. FQ Aurigae) — одиночная переменная звезда в созвездии Возничего на расстоянии (вычисленном из значения параллакса) приблизительно 5702 световых лет (около 1748 парсеков) от Солнца. Видимая звёздная величина звезды — от +14,1m до +13,5m.

## Характеристики
FQ Возничего — красная пульсирующая медленная неправильная переменная звезда (LB) спектрального класса M3 или M6. Эффективная температура — около 3295 К.